# Miami Pop Festival (album)
| Recensione | Giudizio |
| ---------- | -------- |
| AllMusic   | [ 1 ]    |

Miami Pop Festival è un album discografico dal vivo del gruppo rock Jimi Hendrix Experience, pubblicato postumo nel 2013.

## Il disco
Il disco documenta il concerto della band tenutosi il 18 maggio 1968 al Miami Pop Festival. Sono incluse otto tracce registrate durante l'esibizione serale, insieme a due brani registrati nello show pomeridiano.

## Tracce
1. Introduction - 1:53
2. Hey Joe (Billy Roberts) - 6:22
3. Foxey Lady (Jimi Hendrix) - 4:32
4. Tax Free (Bo Hansson, Janne Karlsson) - 8:20
5. Fire (Hendrix) - 2:47
6. Hear My Train A Comin' (Hendrix) - 7:41
7. I Don't Live Today (Hendrix) - 4:49
8. Red House (Hendrix) - 12:06
9. Purple Haze (Hendrix) - 4:18
10. Fire (show pomeridiano) (Hendrix) - 3:07
11. Foxy Lady (show pomeridiano) (Hendrix) - 4:55

## Formazione
- Jimi Hendrix — voce, chitarra
- Noel Redding — basso, cori
- Mitch Mitchell — batteria

## Classifica
| Anno | Classifica               | Posizione |
| ---- | ------------------------ | --------- |
| 2013 | Billboard Top 200 Albums | 39        |
| 2013 | Les Charts (Francia)     | 162       |